# Roman Błahy
Roman Serhijowycz Błahy (ukr. Роман Сергійович Благий; ur. 25 października 1987 w Kijowie) – ukraiński hokeista, reprezentant Ukrainy.
W maju 2015 jego żoną została Lena.

## Kariera
- HK Kijów (2002-2004)
- HK Brześć (2004-2006)
- HK Mohylew 2 (2006-2008)
- Sokił Kijów / Sokił 2 Kijów (2008-2009)
- Gorniak Rudnyj (2009-2010)
- Jertys Pawłodar (2010)
- Kazakmys Sätbajew (2010)
- Saryarka Karaganda (2010-2011)
- Donbas 2 Donieck (2011-2013)
- Donbas Donieck (2013-2014)
- Jermak Angarsk (2014-2015)
- Saryarka Karaganda (2015-2016)
- Mietałłurg Nowokuźnieck (2016)
- Donbas Donieck (2016-2017)
- HK Szachcior Soligorsk (2017)
- Dunaújvárosi Acélbikák (2017)
- Arłan Kokczetaw (2017-2018)
- HK Bobrujsk (2019)
- Biłyj Bars Biała Cerkiew (2019-2021)
- HK Mariupol (2021)
- Sokił Kijów (2021-)

Występował w kadrach juniorskich Ukrainy na mistrzostwach świata. W kadrze seniorskiej uczestniczył w turniejach mistrzostw świata w 2013, 2014, 2015, 2016, 2017, 2022 (Dywizja I).
Od 2011 zawodnik rezerw Donbasu, od września 2013 w pierwszym zespole. Od sierpnia 2014 zawodnik Jermaka Angarsk. Od czerwca 2015 ponownie zawodnik Saryarki. Od maja do września 2016 zawodnik Mietałłurga Nowokuźnieck. Od końca września 2016 ponownie zawodnik Donbasu. Od lipca do sierpnia 2017 zawodnik Szachciora Soligorsk. We wrześniu 2017 był zawodnikiem węgierskiego Dunaújvárosi Acélbikák. Wkrótce potem przeszedł do kazachskiego Arłanu Kokczetaw. W sezonie 2018/2019 nie grał, po czym latem 2019 trenował w barwach Dnipro Chersoń. W sierpniu 2019 został zawodnikiem HK Bobrujsk. W październiku 2020 przeszedł stamtąd do Biłyjego Barsa Biała Cerkiew. W czerwcu 2021 został zakontraktowany przez HK Mariupol. W drugiej połowie grudnia 2021 przeszedł do Sokiła. Pierwotnie informowano, że po sezonie odszedł z klubu. Potem podano do wiadomości, że przed sezonem 2022/2023 pozostał w składzie drużyny

## Sukcesy
Reprezentacyjne
- Awans do MŚ Dywizji I Grupy A: 2013, 2016

Klubowe
- Srebrny medal mistrzostw Ukrainy: 2004 z HK Kijów
- Złoty medal mistrzostw Ukrainy: 2009, 2022, 2023 z Sokiłem Kijów, 2012, 2013 z Donbasem Donieck 2, 2017 z Donbasem Donieck
- Brązowy medal mistrzostw Kazachstanu: 2010 z Jertysem Pawłodar

Indywidualne
- Profesionalna Chokejna Liha (2011/2012):
  - Piąte miejsce w klasyfikacji strzelców w sezonie zasadniczym: 20 goli[20]
- Profesionalna Chokejna Liha (2012/2013):
  - Piąte miejsce w klasyfikacji asystentów w sezonie zasadniczym: 15 goli[21]
  - Trzecie miejsce w klasyfikacji kanadyjskiej w sezonie zasadniczym: 31 punktów[22]
- Mistrzostwa Świata w Hokeju na Lodzie 2013/I Dywizja Grupa B:
  - Pierwsze miejsce w klasyfikacji strzelców turnieju: 6 goli
- Mistrzostwa Świata w Hokeju na Lodzie 2014/I Dywizja Grupa A:
  - Drugie miejsce w klasyfikacji asystentów turnieju: 5 asyst[23]
  - Czwarte miejsce w klasyfikacji kanadyjskiej turnieju: 8 punktów[24]
- Wysszaja Chokkiejnaja Liga (2015/2016):
  - Pierwsze miejsce w klasyfikacji strzelców w sezonie zasadniczym: 25 goli[25]
- Ukraińska Hokejowa Liga (2019/2020): najlepszy zawodnik miesiąca – styczeń 2020[26]